# Maria Luisa Prosperi
Gertrude Prosperi, OSB, řeholním jménem Maria Luisa Angelica (19. srpna 1799, Fogliano – 13. září 1847, Trevi) byla italská římskokatolická řeholnice, členka Řádu svatého Benedikta a mystička, působící jako abatyše svého kláštera. Katolická církev ji uctívá jako blahoslavenou.

## Život
Narodila se dne 19. srpna 1799 ve vesnici Fogliano (část obce Cascia) v provincii Perugia rodičům Dominicu Prosperimu a Marii Diomedi. Pokřtěna byla v místním farním kostele. Byla vychovaná ve víře a rozhodla se stát řeholnicí.
Dne 4. května 1820 vstoupila v klášteře Santa Lucia v Trevi do benediktinského řádu. Po období noviciátu přijala řeholní jméno Maria Luisa Angelica. Poté sloužila jako ošetřovatelka a dne 1. října 1837 se stala abatyší svého kláštera Santa Lucia v Trevi, kterýž úřad zastávala až so své smrti.
Měla velkou oddanost eucharistii a Nejsvětějšímu Srdci. Údajně měla náboženské vize, ve kterých byla např. svědkyní Umučení Krista. Trpěla silnými bolestmi a byla známá přísným dodržováním své řehole. Tou dobou byl jejím duchovním vůdcem biskup ze Spoleta (a pozdější kardinál) Ignazio Giovanni Cadolini, se kterým také konzultovala své náboženské vize.
Během Svatého týdně roku 1847 se jí zhoršilo zdraví, kdy trpěla silnými bolestmi a postupně byla upoutána na lůžko. Zemřela dne 13. září 1847 v Trevi, kde byla také v klášterním kostele Santa Lucia pohřbena. Její jezuitský zpovědník později vydal kroniku o jejím životě.

## Úcta
Její beatifikační proces započal dne 8. února 1992, čímž obdržela titul služebnice Boží. Dne 1. července 2010 ji papež Benedikt XVI. podepsáním dekretu o jejích hrdinských ctnostech prohlásil za ctihodnou. Dne 19. prosince 2011 byl uznán zázrak na její přímluvu, potřebný pro její blahořečení.
Blahořečena pak byla dne 10. listopadu 2012 v katedrále Panny Marie Nanebevzaté ve Spoletu. Obřadu předsedal jménem papeže Benedikta XVI. kardinál Angelo Amato.
Její památka je připomínána 12. září. Bývá zobrazována v řeholním oděvu.